# Marino Morikawa
Marino Morikawa Sakura (Huaral, Lima, Perú, 29 de julio de 1977) es un científico peruano de ascendencia japonesa. Su labor se enfoca a la remediación ambiental en ciertos ecosistemas a través del uso de tecnologías, por lo cual ha recibido reconocimientos.

## Biografía
Nació en Huaral, Perú, el 29 de julio de 1977. Egresado de Farmacia y Bioquímica de la Universidad Norbert Wiener. Gracias a una beca del gobierno japonés, realizó sus estudios de posgrado en la Universidad de Tsukuba en Japón, donde se especializó en ciencia de recursos naturales y de industrias investigando el tratamiento de aguas residuales para su reutilización. En 2013 obtuvo un doctorado en Ciencias agrícolas en Tsukuba con la tesis titulada «Desarrollo y aplicación de tecnología para la restauración del ambiente hídrico del humedal “Cascajo” en la República del Perú».
De 2010 al 2013 se enfocó en la recuperación del humedal Santa Rosa, ubicado entre las ciudades de Huaral y Chancay.
Desde julio de 2015, se encuentra involucrado en un proyecto de descontaminación y recuperación del Lago Titicaca.

## Publicaciones

#### En colaboración
- Jindo, Keiji; Morikawa Sakura, Marino S. (12 de abril de 2020). «Innovative Feasibility Study for the Reclamation of the Cascajo Wetlands in Peru Utilizing Sustainable Technologies». Water (en inglés) 12 (4): 1097. ISSN 2073-4441. doi:10.3390/w12041097. Consultado el 25 de mayo de 2023.
- Kim, Mijung; Yang, Yingnan; Morikawa-Sakura, Marino S.; Wang, Qinghong; Lee, Michael V.; Lee, Dong-Yeol; Feng, Chuanping; Zhou, Yulin et al. (2012). «Hydrogen production by anaerobic co-digestion of rice straw and sewage sludge». International Journal of Hydrogen Energy (en inglés) 37 (4): 3142-3149. doi:10.1016/j.ijhydene.2011.10.116. Consultado el 8 de agosto de 2019.

## Reconocimientos
- Premio Esteban Campodónico, entregado por la Universidad de Piura en 2019.[9]
- Medalla "Gro Harlem Brundtland", mérito al Desarrollo Sostenible en el Perú, en 2014.
- Medalla de la Orden al Mérito "Santiago Antúnez de Mayolo Gomero" a la Investigación en Innovación Tecnológica, otorgado por CONCYTEC en 2014. Reconocimiento como uno de los 3 mejores científicos del Perú[10]
- Reconocimiento de la Comisión de Ciencia, Innovación y Tecnología del Congreso de la República del Perú en 2013.[11]